# Жизнь за гранью
«Жизнь за гранью» (англ. After.Life) — американский психологический триллер срежиссированный Агнешкой Войтович-Восло по её оригинальному сценарию. Главные роли в фильме исполнили Кристина Риччи, Лиам Нисон и Джастин Лонг.

## Сюжет
После автомобильной аварии Анна Тэйлор (Кристина Риччи) оказывается в похоронном бюро. Работник бюро по имени Элиот Дикон (Лиам Нисон) утверждает, что Анна умерла и что общается с ним лишь потому, что он владеет способностью говорить с людьми, которые недавно скончались.
Анна пытается сбежать, но у неё не получается. Элиот не держит её силой, лишь убеждает успокоиться. «Ведь вы же мертвы», — говорит он ей. Вскоре она смиряется. Пол (Джастин Лонг), молодой человек Анны, не может свыкнуться с мыслью, что она умерла, не может простить себе ссору, произошедшую до аварии. Он идет в похоронное бюро — хочет увидеть тело. Элиот его не пускает. Ученик Анны, Джек, замечает Анну у окна в похоронном бюро. Но Элиот и его убеждает в том, что обладает редким даром общаться с усопшими.
Перед церемонией похорон Анна понимает, что жива, но Элиот её усыпляет. После погребения Элиот намекает Полу — может она жива, но времени мало. В гробу Анна задыхается. Пол мчится на кладбище, но попадает в ДТП, а потом и на стол к Элиоту. «Ведь вы же мертвы», — история повторяется.

## В ролях
| Актёр              | Роль            |
| ------------------ | --------------- |
| Кристина Риччи     | Анна Тэйлор     |
| Лиам Нисон         | Элиот Дикон     |
| Джастин Лонг       | Пол Колман      |
| Чандлер Кентербери | Джек            |
| Джош Чарльз        | Том Петерсон    |
| Розмари Мерфи      | госпожа Уайтхол |
| Селия Уэстон       | Беатрис Тейлор  |
| Шулер Хенсли       | Винсент Миллер  |
| Элис Драммонд      | миссис Хаттон   |

## Производство
Съемки картины завершила в Нью-Йорке, в декабре 2008 года с Биллом Перкинсом и Селин Рэттрей в качестве продюсеров. Голт Нидерхоффер и Пэм Хирш являются исполнительными продюсерами Plum Pictures, а Эдвин Маршалл и Джеймс Свишер - исполнительными продюсерами Harbor Light. Сцены были сняты в Линбруке, штат Нью-Йорк, в начале декабря 2008 года.

### Кастинг
Войтович-Вослоо предполагала, что Наоми Уоттс сыграет главную женскую роль, но по неизвестным причинам кастинг актрисы не состоялся. И наоборот, Лиам Нисон, как сообщается, согласился на роль сразу после прочтения сценария.

### Премьера
Премьера состоялась на кинофестивале AFI в Лос-Анджелесе 7 ноября 2009 года. Anchor Bay Entertainment, подразделение Overture Films, приобрело права на показ в США и Великобритании. Фильм получил рейтинг R-за многочисленные сцены обнаженной натуры с Кристиной Риччи и был выпущен  9 апреля 2010 года ограниченным тиражом. Anchor Bay выпустила DVD и Blu-ray 3 августа 2010 года.